# Nannodiella vespuciana
Nannodiella vespuciana é uma espécie de gastrópode do gênero Nannodiella, pertencente a família Clathurellidae.